# Маткари, Ратнакар
Ратнакар Рамкришна Маткари (маратхи रत्नाकर रामकृष्ण मतकरी; 17 ноября 1938, Бомбей, Британская Индия — 17 мая 2020, Мумбаи) — индийский писатель

 и драматург. Написал более 90 драм, в том числе 20 детских, 25 романов и множество одноактных пьес.

## Биография
Родился 17 ноября 1938 года в Бомбее в семье маратхов. Получив степень магистра по экономике, он устроился в Bank of India и проработал там следующие 20 лет, прежде чем полностью посвятил себя писательству
Свою первую пьесу Vedi Manasa (досл.: «Сумасшедшие люди») Маткари написал в 17 лет. В 1955 году она транслировалась по Всеиндийскому радио.
В следующие годы он сочинил более 90 спектаклей, из которых более 20 детских. Он также опубликовал ряд рассказов, сборники эссе и свою театральную автобиографию «Maaze Rangaprayog».
Среди его самых популярных произведений — такие пьесы, как Aranyak (в форме белого стиха, основанный на заключительной главе «Махабхараты»), Lokakatha 78 (о жизни далитов), Dubhang, Ashwamedh, Jawai Maaza Bhala, Chaar Diwas Premache, Ghar Tighanche Hawe, Khol Khol Paani и Indira. В числе его детских пьес — Alabatya Galabatya и Nimma Shimma Rakshah.
В маратхи-язычной среде Маткари оставался синонимом жанра тревожного триллера, в котором он доминировал в своих рассказах и сценариях. Вехой в этом жанре литературы маратхи считается его «Gahire Paani»; как книга, так и снятый по ней телесериал.
В 1962 году он основал Balnatya company, которая занималась постановкой его пьес для детей.
Другую компанию под названием Sutradhar он основал в 1970 году для работ экспериментального театра.
Помимо сочинения и постановки пьес, в 1970-е годы он активно вёл колонки во многих газетах и журналах.
Он также был членом консультативного комитета Всеиндийского радио и входил в комитет по изучению фильмов с 1988–1991 годах.
Маткари дебютировал как режиссёр в возрасте 75 лет в фильме Investment (2013), основанном на его собственном одноименном рассказе.
Картина получила Национальную кинопремию как лучший полнометражный фильм на языке маратхи.
В 2018 году Маткари написал диалоги для двухсерийного биографического фильма Махеша Манджрекара о знаменитом литераторе, юмористе и режиссёре П. Л. Дешпанде под названием Bhai: Vyakti Ki Valli (2019).
Маткари скончался поздно вечером 17 мая 2020 года после того, как в больнице ему поставили диагноз COVID-19.
У него осталась жена — продюсер Пратибха Маткари, дочь — актриса Суприя Винод, и сын — писатель-критик Ганеш Маткари.

## Награды
- 1978 — Akhil Bharatiya Natya Parishad Award[4]
- 2003 — премия Академии Сангит Натак за вклад в области театра[4][8]
- 2013 — Национальная кинопремия за лучший фильм на маратхи — Investment[8]
- 2017 — Премия Литературной академии за детскую книгу — за суммарный вклад[9]